# European Credit Transfer and Accumulation System
 Ikke at forveksle med ETCS.
European Credit Transfer and Accumulation System (ECTS) er et system, der bruges til at meritere uddannelseselementer, som er taget på en højere videregående uddannelse ved en anden uddannelsesinstitution i løbet af den uddannelse, man er i gang med.
Med systemet opdeles et akademisk studieår i 60 ECTS-point (eller 30 ECTS-point pr. semester). I Danmark er det gennem de seneste reformer af uddannelsessystemet også blevet et krav, at de enkelte fag i uddannelsen normeres med et antal ECTS-point. Eksempelvis kan et semester på en ingeniøruddannelse bestå af 3 fag:
| Fag                                     | ECTS-point |
| --------------------------------------- | ---------- |
| Digital signalbehandling og matematik 1 | 10         |
| Objektorienteret programmering 1        | 10         |
| Digital elektronik 1                    | 10         |
| TOTAL                                   | 30         |

Systemet er udviklet i forbindelse med EF's (og senere EU's) Erasmus uddannelsesprogram og eksisterede i flere år kun inden for rammerne af dette program. Med Bolognaprocessen blev systemet adopteret og blev et af de centrale elementer i en konvergering af de europæiske uddannelsesystemer.

## Historie
ECTS-systemet opstod som en del af Erasmus studiemobilitetsprogrammet under EF i 1989. Systemet blev oprettet som et system til at overføre studieelementer fra en uddannelsesinstitution (typisk i udlandet) til en national uddannelsesinstitution. Studerende, der tog et semester i udlandet fik et antal ECTS-point med hjem, som så skulle meriteres ind i den uddannelse de studerende var i gang med i Danmark. Som det originale navn også antyder var systemet altså et credit transfer system.
I de forskellige lande eksisterede der forskellige systemer til at sammentælle den enkelte studerendes beståede studieelementer. I Danmark havde man STÅ (studenterårsværk) systemet, som blev brugt til at udregne fordelingen af midler til uddannelsesinstitutionerne.
Med igangsættelse af Bolognaprocessen i 1999 blev ECTS-systemet nævnt som et centralt element i processen. Alle lande der er med i Bologna processen har derfor indført ECTS-systemet, som den måde hvorpå uddannelserne gøres op. Systemet har været obligatorisk for alle danske videregående uddannelser siden 2001.
Bolognaprocessen har som overordnet mål at skabe øget mobilitet. Med den øgede mobilitet opstod der derfor et behov for at udvide ECTS-systemet til at blive et akkumuleringssystem. Samtidigt blev der lavet rammer, hvormed bacheloruddannelser blev defineret som en 3-årig uddannelse, og kandidatuddannelser blev defineret som en 2-årig overbygning på bacheloruddannelserne. Dermed er en bacheloruddannelse lig 180 ECTS-point og kandidatgraden yderligere 120 ECTS-point.
ECTS-systemet indeholdt også en karakterskala til omregning af karakterer givet efter et lands karaktersystem til et andet lands karaktersystem.

## ECTS-systemet
ECTS-systemet omfatter dels pointsystemet (Credit Transfer and Accumulation System) og dels karaktersystemet.

### Pointsystemet
ECTS-systemet opdeler et akademisk studieår i 60 ECTS-point. 1½ point svarer til en uges fuldtidsstudium (idet der uofficielt regnes med 40 timers arbejde). I Danmark erstattede ECTS-systemet det gamle STÅ (studenter årsværk) system. I det gamle system var en STÅ lig en studerendes gennemførelse af et studieår.
Tilsvarende har andre lande haft andre systemer tidligere. Her er nogle eksempler:
| Land                     | enheder pr. år                         | Forkortelse (enhed)                        | Noter                         |
| ------------------------ | -------------------------------------- | ------------------------------------------ | ----------------------------- |
| Europæisk                | 60 points pr. år                       | ECTS-points                                |                               |
| Estland                  | 40 AP pr. år                           | ainepunkt (AP)                             | Se: Uddannelse i Estland      |
| Finland (gammelt system) | 40 opintoviikot/studieveckor pr. år    | opintoviikot/studieveckor                  | Se: Uddannelse i Finland      |
| Nederlandene             | 60 studiepunten pr. år                 | studiepunten                               | Se: Uddannelse i Nederlandene |
| Norge                    | 60 studiepoeng pr. år                  | studiepoeng (1 studiepoeng = 1 ETCS-point) | Se: Uddannelse i Norge        |
| Skotland                 | 120 Credits pr. år                     | Credits                                    | Se: Uddannelse i Skotland     |
| Sverige                  | 60 (tidligere 40) Högskolepoäng pr. år | Högskolepoäng (College credits)            | Se: Uddannelse i Sverige      |

### Karaktersystemet
ECTS-karakterskalaen bruges til at konvertere de enkelte landes karakterer til andre landes karakterer. Systemet består af 7 karakterer (A til F inkl. Fx), og har været model for det nye danske 7-trins-karaktersystem.
ECTS-karakterskalaen adskiller sig fra den danske 13-skala ved at være defineret som et relativt karaktersystem. Systemet rangordner derfor de studerende i forhold til hinanden og ikke i forhold til en faglig målestok. Som det fremgår af nedenstående tabel er ECTS-karakterskalaen fastlagt med fokus på omregning af beståede karakterer, sådan 10 % af de studerende som har bestået skal have karakteren A, 25 % skal have B og så videre. Det er tilsyneladende underforstået, at forskellige lande vil være nogenlunde enige om, hvor grænsen går mellem bestået og ikke-bestået.
| ECTS-skalaen | Relativ del studerende | 7-trinsskalaen | 13-skalaen |
| ------------ | ---------------------- | -------------- | ---------- |
| A            | 10 %                   | 12             | 11, 13     |
| B            | 25 %                   | 10             | 10         |
| C            | 30 %                   | 7              | 8, 9       |
| D            | 25 %                   | 4              | 7          |
| E            | 10 %                   | 02             | 6          |
| Fx           |                        | 00             | 03, 5      |
| F            |                        | -3             | 00         |

Karakterskalaen er ikke på samme måde som Credit Systemet en central del af Bolognaprocessen. Der er derfor heller ikke noget krav om at ECTS-karaktersystemet skal indføres i de enkelte lande.

## Eksternt link
- Den europæiske kommissions information om ECTS Arkiveret 21. januar 2016 hos  Wayback Machine